# Campeonato Europeo de Halterofilia de 1977
El LVI Campeonato Europeo de Halterofilia se celebró en Stuttgart (RFA) entre el 17 y el 25 de septiembre de 1977 bajo la organización de la Federación Internacional de Halterofilia (IWF) y la Federación Alemania de Halterofilia.
El evento fue realizado en el LI Campeonato Mundial de Halterofilia. Los tres mejores halterófilos europeos de cada categoría recibieron las correspondientes medallas.

## Medallistas
| Evento  | Oro                             | Plata                                | Bronce                              |
| ------- | ------------------------------- | ------------------------------------ | ----------------------------------- |
| 52 kg   | Alexandr Voronin URSS 247,5     | György Kőszegi · Hungría · 235,0     | Béla Oláh · Hungría · 230,0         |
| 56 kg   | Gueorgui Todorov Bulgaria 247,5 | Tadeusz Dembończyk · Polonia · 245,0 | Frank Mavius RDA 240,0              |
| 60 kg   | Nikolai Kolesnikov URSS 280,0   | Yanko Rusev Bulgaria 277,5           | Grzegorz Cziura · Polonia · 270,0   |
| 67,5 kg | Serguei Pevzner URSS 302,5      | Zbigniew Kaczmarek · Polonia · 297,5 | Werner Schraut RFA 292,5            |
| 75 kg   | Yurik Vardanian URSS 345,0      | Peter Wenzel RDA 337,5               | Günter Schliwka RDA 330,0           |
| 82,5 kg | Guennadi Bessonov URSS 352,5    | Péter Baczakó · Hungría · 345,0      | Paweł Rabczewski · Polonia · 337,5  |
| 90 kg   | Serguei Poltoratski URSS 375,0  | Rolf Milser RFA 370,0                | György Rehus-Uzor · Hungría · 347,5 |
| 100 kg  | Anatoli Kozlov URSS 367,5       | Helmut Losch RDA 367,5               | Michel Broillet · Suiza · 365,0     |
| 110 kg  | Valentin Jristov Bulgaria 405,0 | Yuri Zaitsev URSS 395,0              | Jürgen Ciezki RDA 390,0             |
| +110 kg | Vasili Alexeyev URSS 430,0      | Aslanbek Yenaldiyev URSS 422,5       | Jürgen Heuser RDA 420,0             |

1. 1 2 3  Arrancada (kg) + dos tiempos (kg) = total olímpico (kg).

## Medallero
| Núm. | País     | Oro | Plata | Bronce | Total |
| ---- | -------- | --- | ----- | ------ | ----- |
| 1    | URSS     | 8   | 2     | 0      | 10    |
| 2    | Bulgaria | 2   | 1     | 0      | 3     |
| 3    | RDA      | 0   | 2     | 4      | 6     |
| 4    | Hungría  | 0   | 2     | 2      | 4     |
| 4    | Polonia  | 0   | 2     | 2      | 4     |
| 6    | RFA      | 0   | 1     | 1      | 2     |
| 7    | Suiza    | 0   | 0     | 1      | 1     |
|      | TOTAL    | 10  | 10    | 10     | 30    |